# Каанда-Ярв
Каанда-Ярв (ест. Kaanda järv, інші назви ест. Ranna järv) — озеро в Естонії, що розташоване на острові Сааремаа, у волості Мустьяла.